# نهر روستا
روستا ((بالروسية: Роста)‏) هو نهر يقع شمال شبه جزيرة كولا في أوبلاست مورمانسك، روسيا. يبلغ طوله 12 كيلومتر (7.5 ميل). ينبع نهر روستا من بحيرة روغوزيرو ويتدفق إلى خليج كولا. سمّيت مقاطعة روستا في مورمانسك على اسم النهر.